# 初期佛教
初期佛教，也称早期佛教（英語：Early buddhism），佛教传播的初期階段，一般指從佛陀證道傳教或佛滅後開始，到根本分裂後部派佛教形成之前的歷史階段，此時的教義與釋迦牟尼原始的教義相去不遠，被認為是最初始的佛教核心教義。初期佛教，最早見於英國學界，英國佛教學者托馬斯·威廉·里斯·戴維斯（Thomas William Rhys Davids，A.D. 1843～1922）著作了《Early Buddhism》一書。他將釋迦牟尼過世之後，一直到公元前三世纪末，阿育王在位晚期，定義為初期佛教。英國學者主要以巴利藏為最早的佛經，結合考古發現的阿育王題刻，以此來分析佛教的歷史變化。現存所有佛教典籍都是第三次結集之後記載下來的，对初期佛教研究的主要對象（或依据、来源）仍然是部派佛教的三藏经典。
現代佛教研究學者中，也有將此時期稱為原始佛教、根本佛教。這幾個術語經常被混用，學者經常賦與它們不同的定義。但亦有將根本佛教一詞用作佛陀傳道時期，而原始佛教一詞用作佛滅後100年左右的使用方法。
这些佛教历史时期的划分，是一些研究佛教历史的人的看法，众说纷纭。按照佛教自己的说法，教法传播和实践分为：正法时期、像法时期、末法时期。

## 概論
在佛教研究中，將從佛陀證道傳教或佛滅後開始，一直到佛教部派出現之前，這段時間稱為初期佛教，日本佛教研究學界多半稱為原始佛教。它的範圍界限不一，通常以公元前三世纪阿育王時期為分界。佛教研究者主要透過比較文獻學、語言學與考古學資料，比對源自不同部派的文獻，包括律藏、修多羅與阿毗達磨，试图重建出原始佛教的面貌。
初期佛教是從佛陀證道傳教或佛滅後開始，至部派根本分裂前的教法與僧團。第一次結集後至第二次結集前這段時間，佛教思想和組織基本上與佛陀在世時的原始面貌相去不遠。在佛滅之初的第一次結集中，對小小戒等問題的看法不同，已經種下日後佛教分裂的遠因。佛滅後的一百年後，因為對戒律看法不同，東部僧團與西部僧團發生“十事”論爭，雙方舉行第二次結集，以解決爭議，暫時達成共識，但雙方的歧見並未完全消除，最終導致日後發生了僧團的根本分裂。至於僧團何時發生『根本分裂』目前尚待確認，學者一般認為至約西元前271年阿育王即位之後，佛教僧團先形成大眾部、分別說部、說一切有部三系分立的局面，后来又分裂成十八部或二十部不等。

## 學術研究歷史
初期佛教，最早見於英國學界，英國佛教學者托馬斯·威廉·里斯·戴維斯（Thomas William Rhys Davids，A.D. 1843～1922）著作了《Early Buddhism》一書。他將釋迦牟尼過世之後，一直到阿育王在位晚期，定義為初期佛教。英國學者主要以巴利藏為最早的佛經，結合考古發現的阿育王題刻，以此來分析佛教的歷史變化。
日本佛教研究學界，進一步拿早期西方學者整理出的巴利語和梵語經典，與漢傳佛教典籍比對。1910年，日本學者姉崎正治出版《根本佛教》，首次使用根本佛教之詞，他所說的根本佛教，意指釋迦牟尼在世，直到根本分裂之前。1924年，日本學者木村泰賢在探究初期佛教之《原始佛教思想論》中，正式將“early buddhism”一詞譯為「原始佛法」。隨後日本佛教學者開始使用「原始佛教」一詞，如松本史朗、宇井伯壽等。日本中村元《廣說佛教語大辭典》對於“原始佛教”定義如下：「相對於後世發達之大乘佛教，指釋尊在世時代至二十部派開始分裂前之佛教。此時代之經典，包含佛教教說最古之原型。原始佛教一詞，係依明治以後佛教研究者而使用。」日本學者對於這個詞的定義尚有爭議。但不論學者們如何定義原始佛教的語意，日本佛教學術界一般對目前南傳佛教（自稱為上座部佛教），只認定其為部派佛教分別說部中的一部，並非部派分裂前的原始佛教。
台灣的印順法師承襲日本原始佛教學者的理念，將佛陀時代的佛教稱為「根本佛教」，再另將「第一次經典結集」後至佛滅百年間的佛教，定位為「原始佛教」。有人认为，这些标签和生硬人为划分，并不准确，制造混乱，没有益处，称为“早期佛教”更为恰当。
早期的西方佛教研究學者，多半使用初期佛教或早期佛教（early buddhism）一詞，也有學者將釋迦牟尼在世時期劃分出來，稱為最初期佛教（the earliest Buddhism，original Buddhism）、佛陀本人的佛教（Buddhism of the Buddha himself）等術語，他們關心的重點主要在於部派何時分裂，以及在分裂前的共同佛教傳承的內容。日本學界廣泛使用原始佛教一詞，少數人採用根本佛教的說法，也有人主張應採用初期佛教的說法。漢語學界中，通常採用日本學界的術語，但是加以重新定義。
在日本佛教研究中，原始佛教又有廣義與狹義兩種說法。宇井伯壽在《原始佛教資料論》中，將原始佛教又細分為兩期，一是佛陀及其直接弟子在世的時間，約為西元前350年，這時期又稱根本佛教。第二則是西元前350年之後，直到部派分裂（西元前270年），是狹義的原始佛教，又稱阿含佛教。赤沼智善與西義雄也採用同樣的定義。因此，廣義的原始佛教指佛陀在世，直到部派分立為止；另一派分法，則是將佛陀在世時期，稱為根本佛教，狹義的原始佛教只指佛滅後到部派未成立之前。
水野弘元在其著作《原始佛教》中認為，從文獻資料中，沒有辦法明確區分出這兩個時期的差異。由現存文獻的對照，可以大致找出原始佛教的共同說法，但是即使是共同說法，也無法保證與釋迦牟尼所說是相同。所以不如將這段時間直接劃分為原始佛教。再者，現存阿含經與律藏多是佛陀對僧團說法的內容，對於在家眾的說法，大部份已經流失。僧團在最初第一集結與第二集結時，並沒有用文字將經典寫下，而是以背誦方式傳承，南傳巴利藏直到西元一世紀才被寫成文字，在這段時間內，經典的變化無法追蹤 （注：有考古发现，公元前一世纪左右就有佛经的文字记载），因此，他認為，「原始佛教」就是部派分立以前的佛教，時間下限為阿育王時代。平川彰《律藏之研究》也同意這個說法，以「佛滅百年」為下限，認為「佛滅百年」相當於阿育王即位之時（注：佛教界一般认为佛涅槃是公元前543年， 而阿育王即位是公元前271年左右。所谓“佛涅槃后100年相当于阿育王即位之时“， 不准确），也是上座部與大眾部的「根本分裂」的時代。这些研究，没有取得共识。

## 重大事件定年
因為相關歷史資料缺乏，對早期佛教發展的定年相對困難，許多關鍵人物如釋迦牟尼，在世時間也很難確認。其中，阿育王在位時間，已可由考古資料及文獻對照，大致確定，至於釋迦牟尼在世時間，通常是以阿育王在位年代逆推回去。宇井伯壽考證，阿育王即位灌頂為西元前271年。中村元根據宇井伯壽考證，另外參照希臘史與印度史料，推定為阿育王即位為西元前268年。
南傳《善見律毘婆沙》與《島史》記載，佛滅後218年，阿育王即位；有人说：根据漢傳佛教文獻則記載，佛滅後116年，阿育王即位。其实是误解古文了。《部執異論》中，“「如是所聞。佛世尊滅後，滿一百年，譬如朗日隱頞悉多山。過百年後更十六年，有一大國名波吒梨弗多羅，王名阿輸柯，王閻浮提。”， 这是说佛涅槃后过了100年，又过了116年，总共是216年。 这与南传的说法（佛涅槃后218年）很接近了。
西方學者基於南傳佛教對摩揭陀國王世系的記載，推算釋迦牟尼過世時約為西元前五世紀早期，支持此論點的人有呂澂等人。日本學界，質疑南傳記載中在這兩百餘年間斯里蘭卡只有五王相繼在位，和《島史》所稱阿育王時代第三次結集成立《論事》前佛教已經分裂為十八部派，如小野玄妙、宇井伯壽、水野弘元、平川彰等人，還有中國的印順法師，根據漢譯印度各部派三藏史獻的考證、比對及研究，認可阿育王即位於佛滅後116年。如果以佛滅116年為阿育王灌頂年，則釋迦牟尼涅槃約為西元前387年到前384年間。如果以佛滅116年為阿育王自立為王的一年，再過三年才灌頂，那末佛滅應為西元前390年到前387年間。
第一次結集，相傳是在釋迦牟尼涅槃後的雨安居期間舉行。第二次結集，有佛滅後一百年、一百一十年或阿育王奪位時期舉行等等說法，印順法師認為應解說為早在阿育王之前即佛滅後一百年以內。
南傳上座部《島史》記載，第二次集結之後，因戒律上的歧見吠舍離比丘舉行“大結集”，發生根本分裂。說一切有部《大毘婆沙論》記載因大天五事造成僧團根本分裂，《異部宗輪論》稱這次根本分裂發生在佛滅116年阿育王時代。根據近代出土的文獻與學界研究，學者們普遍認為造成佛教僧團第一次分裂的原因應該是戒律問題造成而非教義問題造成。此外大天五事根據呂澂，印順與Heinz Bechert等學者研究認為大天五事雖然不是發生在阿育王時代，但卻是造成後期大眾部分裂的原因。
第二次集結討論的「十事非法」所涉及到的戒律，在大眾部《摩訶僧祇律》中都有明確規定，顯示第二次集結產生的戒律是所有部派戒律的共同原本，根本分裂發生的時間應晚於第二次集結。印順法師認為：佛教根本分裂早於阿育王即位，可能發生在西元前300年前；至前271年左右阿育王即位，上座部已分裂出說一切有部、分別說部，形成大眾、分別說 、說一切有三系分立，在印度南方的大眾部則因大天五事而繼續分裂出一說部等；前230年至前100年間，主要部派基本都已形成，現存文獻大多源自此時期。

## 早期佛教歷史
現存的早期佛教歷史史料及考古證據不多，只有佛教本身文獻可以查閱。佛教最初的文獻，是僧團經由會誦，逐次集結出佛教典籍，不是一時一地一人之作，當時是以口耳相傳，用誦念記憶的方式來保存。其中第一次結集與第二次結集，是各部派共同承認，但其原始面貌現在不清楚。第三次結集與第四次結集，則各部派有不同傳說，可見當時部派已經分立。現存的經律，都是於部派佛教時代成立的，內容有新有舊。宇井伯壽主張，有關經律的「傳說」和「經律本身」，應該截然分別，如阿育王詔令所說的五部，不能直接等同於巴利藏五部，進行研究時應該以實際的經律內容進行比對，來找出原型。
釋迦牟尼遺言，希望僧團以波羅提木叉為師。釋迦牟尼過世後，由摩訶迦葉、優波離與阿難，舉行第一次結集，在此次集結出經與律。在第一次結集過程中，摩訶迦葉與阿難之間因為小小戒可不可捨與比丘尼出家等問題，就已產生歧見。在結集結束後，因釋迦牟尼弟子散布各地，沒有參加此次集結的弟子，如富蘭那迦，也出現不同的聲音，顯示第一次集結並不完全是所有佛陀弟子共同參與。在第一次集結後，因為地域不同，對於持律、持經、重禪定與重法義的側重不同，弟子也慢慢分化，成為不同部派的前身。
釋迦牟尼佛入滅後百年第二次集結時，四部阿含經的教义应该还是保留完整，已经定型，共通的波羅提木叉與犍度也是广泛共识和定形。在阿育王後，各部派逐漸的形成。第三次集結與第四次集結，各部派有点不同解说，但是目前南傳巴利聖典五部經與漢傳四阿含經内容相当一致。各部經典，經過部派佛教各部的再增編後，形成了「同中有異，異中有同」的部派誦本面貌。其中，四阿含經是各部派共傳。对于第五阿含之《小部》（或稱《雜藏》）的重要性，各部看法有些区别。分別說部與大眾部將其收入經藏之中，說一切有部與經量部不列為經藏，但仍然保留了這些經典。
論藏可以確認是部派佛教時期才成立的作品，但現存論藏可能源自於更早期的但失傳的論書，其中也保留了一些早期文獻。因此在研究時，不能一概視為部派佛教的作品，要視其實際內容而定。

## 部派佛教經典集成

### 佛陀在世時經律
釋迦牟尼在世時，傳教所用偈頌就在信眾中流傳，在布薩時已形成了一百五十餘學處的波羅提木叉。《雜阿含經·一三二一經》記載了佛陀在世時弟子之持誦：
|  | 時。尊者阿那律陀於摩竭提國人間遊行。到畢陵伽鬼子母住處宿。時。尊者阿那律陀夜後分時。端身正坐。誦憂陀那、波羅延那、見真諦、諸上座所說偈、比丘尼所說偈、尸路偈、義品、牟尼偈、修多羅。悉皆廣誦。 |

《長阿含經·眾集經》記載了佛陀在世時的法與律結集及其中諸法內容，論藏七論之一《集異門論》就是對此經的分別解說：
|  | 一時。佛於末羅遊行。與千二百五十比丘俱。漸至波婆城闍頭菴婆園。爾時。世尊以十五日月滿時。於露地坐。諸比丘僧前後圍繞。世尊於夜多說法已。告舍利弗言。今者四方諸比丘集。……汝今可為諸比丘說法。對曰。唯然。當如聖教。…… 時。舍利弗告諸比丘。今此波婆城有尼乾子命終未久。其後弟子分為二部。常共諍訟相求長短。……諸比丘。時。國人民奉尼乾者。厭患此輩鬪訟之聲。皆由其法不真正故。…… 諸比丘。唯我釋迦無上尊法。最為真正可得出要。譬如新塔易可嚴飾。此是三耶三佛之所說也。諸比丘。我等今者。宜集法、律。以防諍訟。使梵行久立。多所饒益。天、人獲安。 |

### 三藏編年排序方法
由於佛教經律在被書寫為文字之前都經過幾百年的口耳相傳，即使在一部單經中都可能有古老的和晚出的成份並存，西方學者認為應加以仔細分析，並認真的按編年次序來排序，如巴利聖典協會創立者托馬斯·威廉·里斯·戴維斯在1902年寫的《佛教印度》中對巴利三藏的排定：
1. 在所有的佛經中重複出現的，以相同的詞句、段落或偈頌，對佛教教義所作的簡樸的陳述。
2. 在兩部或兩部以上的佛經中，以相同的詞句敘述的插話。
3. 戒律、《彼岸道品》（即《經集》的第五品）、《八頌經品》（即《經集》的第四品）和戒本（波羅提木叉）。
4. 《長尼迦耶》、《中尼迦耶》、《增一尼迦耶》和《雜尼迦耶》。
5. 《經集》、《上座僧伽他》、《上座尼伽他》、《自說經》和《小誦》。
6. 《經分別》和《犍度》。
7. 《本生經》和《法句經》。
8. 《義釋》、《如是語經》和《無礙解道》。
9. 《惡鬼事經》、《天宮事經》、《譬喻經》、《所行藏經》和《佛種姓經》。
10. 論藏七部經，其中最晚的是《論事》、最早的可能是《人施設論》。

印度學者勞（B.C.Law）在1933年寫的《巴利語文獻史》中對戴維斯的排定做了修訂：
1. 在所有的佛經中重複出現的，以相同的詞句、段落或偈頌，對佛教教義所作的簡樸的陳述。
2. 在兩部或兩部以上的佛經中，以相同的詞句敘述的插話。
3. 戒律、《彼岸道品》（不包括引子）、《八頌經品》中四組八頌詩或十六組詩和戒條。
4. 《長尼迦耶》第一品、《中尼迦耶》、《雜尼迦耶》、《增一尼迦耶》和152條的早期戒本（波羅提木叉）。
5. 《長尼迦耶》第二品和第三品、《上座僧伽他》、《上座尼伽他》、《本生經》、《經分別》、《無礙解道》、《人施設論》和《分別論》。
6. 《犍度》中的《大品》和《小品》、227條的戒本（波羅提木叉）、《天宮事經》、《惡鬼事經》、《法句經》和《論事》。
7. 《義釋》中的《小義釋》和《大義釋》、《自說經》、《如是語經》、《經集》、《界論》、《雙論》和《發趣論》。
8. 《佛種姓經》、《所行藏經》和《譬喻經》。
9. 《附隨》。
10. 《小誦》。

印度學者般德（G.C.Pande）在1957年寫的《佛教起源研究》中做了更仔細的研究，力圖對五部尼迦耶中每篇經文都進行考證，分為早期、晚期或早期與晚期相混合。印度學者沙勞（K.T.S.Sarao）在1989年寫的《古代印度佛教起源和性質》中以孔雀王朝為界限，將巴利經律二藏大致分為三期：
1. 基本上屬於孔雀王朝之前時期的經文，——律藏（不包括《經分別》中的“眾學”、《犍度》中的《小品》的第十一、第十二犍度和《附隨》）、《長尼迦耶》、《中尼迦耶》、《雜尼迦耶》、《增一尼迦耶》）和《自說經》的偈頌。
2. 基本上屬於孔雀王朝時期的經文——《經分別》中的“眾學”、《犍度》中的《小品》的第十一、第十二犍度、《自說經》中的散文、《上座僧伽他》、《上座尼伽他》和《本生經》中的偈頌。
3. 基本上屬於孔雀王朝之後時期的經文——《附隨》、《本生經》中的散文、《譬喻經》、《佛種姓經》和《所行藏經》。

## 比較法重構原始佛教經典研究
日本學者開始採用漢譯經典與巴利文經典、梵文經典對校的方法，試圖找出最純粹的原始佛教教義。印順法師等人承襲這種思路和方法進行研究。

### 律藏
因為各主要部派的律藏都被保留下來，律藏研究是原始佛教中最有成果的一項。其中，各部派都共同保留了波羅提木叉的部份，隨後根據摩呾理迦，編輯出犍度的部份也是大部份共通的，這兩部份可以被視為是較古的傳承。至於集成為毗奈耶則是後起之事。
現代廣受質疑的八敬法，在《摩訶僧祇律》也有記載，但大眾部只有敬法，沒有上座部傳承的完整八條，也不視為是比丘尼根本律，這顯示對於比丘尼的特殊戒律限制，其起源很早，但是隨時代演進而逐漸變得更嚴格。

### 經藏
現存所有律藏和傳統記載中經藏均組織為四阿含經或包含上雜藏（小部）為五部經。自日本系佛教研究者開始認為，第一次結集所誦出的「相應教」，內容雜亂不一，經藏中以《雜阿含經》（《相應部》）為最早，之後形成《中阿含經》與《長阿含經》，最後出現《增一阿含經》。各部派形成了自身的摩呾理迦或攝頌（嗢拕南），對《雜阿含經》（《相應部》）有不同的分類和編輯方式，其中可以大略分為三類傳承：
1. 法藏部與化地部，以說法者與聞法者作為編輯分類；
2. 大眾部以五根、五力、七覺支、八正道等道品為分類，可能是較古的分類[45]；
3. 赤銅鍱部與說一切有部以將上述二者合併而成，如漢譯《雜阿含經》有「七事修多羅」[46]——六事相應(有情事、受用事、生起事、安住事、染淨事、差別事）和道品相應（所說事），結合祇夜即聞法者（眾會事）部份，同時將記說即說法者（說者事）部份分拆為三組插入其中。[47]

這三種編輯次序中，印順法師認為，以大眾部的編輯次第較為古老，七事修多羅可能是上座部分立之後才出現，但大眾部系的雜阿含經現已失傳，無法進一步追究出其原貌。目前只有屬赤銅鍱部的相應部、漢傳根本說一切有部《雜阿含經》以及藏傳根本說一切有部《雜阿含經》留存下來；漢傳《別譯雜阿含經》可能是法藏部或化地部經典。

### 雜藏
雜藏起源於伽他（歌詠）與祇夜等偈頌的集合，逐漸成為所有不歸入四阿含經的經典集合，分別說部與大眾部認為雜藏是經藏之一，除了赤銅牒部稱小部，其他都稱為雜藏。上座部傳承中的說一切有部、根本說一切有部不將雜藏列入經藏之中，經量部中，《成實論》不將雜藏列入經藏。但是印度發現的梵文本《俱舍本論》中有提到第五阿含（Ksudraka-agama），其引用內容相當於《小部·經集》第五品《彼岸道品》，說一切有部與經量部文獻也經常引用《法句經》等被歸為雜藏的經典，顯示在說一切有部與經量部中仍然有保存自己的雜藏，只是不一定將它列入經藏中。大眾部末派也有列在經藏之外的。《瑜伽師地論·本地分》中引用了40首“體義伽他”，其中15首在《雜阿含經》中，其餘25首都在雜藏中。
雜藏的內容有古有新。《小部·經集》中的《犀角經》、《牟尼經》是有名的偈經，在不同部派中都有傳承，相信它應該來自很古的時代；但也有部派佛教時期才編入的著作，不能一概而論。

### 論藏
論藏稱為阿毘達磨藏，阿毘達磨（abhidhamma）意為「無比法」。《摩訶僧祇律》稱「阿毘曇者九部經」，九部經即九部法、九分教。
上座部《巴利律藏》記載佛宣說阿毘達磨，中部32經（页面存档备份，存于）、中部69經（页面存档备份，存于）、長部34經（页面存档备份，存于）、增支部3集141經（页面存档备份，存于）、增支部3集142經（页面存档备份，存于）、增支部3集143經（页面存档备份，存于）、增支部6集60經（页面存档备份，存于）、增支部10集98經（页面存档备份，存于）記載佛在世時佛教就有阿毘達磨，本生經第1卷記載菩薩成佛後第四七日後花了七天在菩提樹之西北方的「寶之家」思考阿毘達磨的內容，法句經故事（页面存档备份，存于）記載佛將阿毘達磨傳給舍利弗並命令舍利弗將阿毘達磨傳給其他弟子。
根據各部派傳誦的律藏的比對及論藏考證，主流學界皆同意，佛教論藏主要在部派佛教成立之後才被編著而成。這在分別說系化地部《五分律》及大眾部《摩訶僧祇律》的記載中只有經法與戒律的傳誦。另在部派分裂以後的分別說系法藏部《四分律》、銅鍱部覺音論師的《善見律毘婆沙》；大眾部末派《增一阿含經·序品》；說一切有部《十誦律》、《根本說一切有部毘奈耶雜事》、《毘尼母經》、《部執論疏》，分別說到阿難、摩訶迦葉與富樓那傳出阿毘曇，還有其他異說如《分別功德論》及《撰集三藏及雜藏傳》將迦旃延子等同於摩訶迦旃延並有「九分阿毘曇」之說。關於這些記載說到的論藏內容，也都是各部派自部傳的「阿毘達磨」，莫衷一是，無有共說。顯而易見的，佛教無有共同傳誦的論藏，論藏的傳出應當是部派佛教各部的自部傳誦。論藏與部派佛教緊密相關，出現的時間較晚，各部派各自擁有自己的論書，相互爭論。在根本分裂之後，上座部主要尊崇舍利弗，形成自己的論書傳統，如從其分出的分別說部有《舍利弗阿毘曇論》；大眾部則推重摩訶迦旃延的《毗勒論》（《藏論》），擁有自己的根本論書；佛滅第三百年初（即二百餘年後），迦旃延尼子於恒河流域某地造《發智論》，分裂前之說一切有部中提倡以論書特別是《發智論》為主，並在經藏中首推《雜阿含經》者形成說一切有部，而以契經為主的人則形成雪山部；佛滅第四百年初（即三百多年後），經量部繼承持經譬喻師傳統從說一切有部分出而自行編寫論書。
佛教僧團進行論議的時間則可以追溯到佛陀時期。根據阿含經與律藏的記載，可知在佛陀時代，佛的大弟子們，經常「共集一處」，對於佛的略說，各各表示其意見，並相互進行討論，著名的弟子如舍利弗、摩訶迦旃延、富樓那與阿難等弟子早已開始針對佛陀教義進行初步整理，形成一些論議，在釋迦牟尼的同意下，向僧團傳播。這種集體論議的契經，名為優波提舍，是十二分教之一。在論藏出現前，佛教中就已經出現專門研究論義的僧人。這顯示論藏的原形，在早期佛教中就已經出現，在論書中援引的佛經，有些的來源也極為古老，因此不能片面的將所有論藏全部劃歸為部派佛教時期才出現，而應該視其內容而決定。